# Гаврош Олександр Дюлович
Олекса́ндр Дю́лович Га́врош (нар. 26 березня 1971, Ужгород) — український письменник, драматург та журналіст.

## Життєпис
Народився 26 березня 1971 року в Ужгороді. З дитинства за прикладом  батька багато читав. Закінчив факультет журналістики Львівського національного університету імені Франка. Працював у часописах «Срібна Земля», «Срібна Земля-Фест», «Старий Замок», «Україна молода». Активно друкувався у київській, львівській, одеській та закордонній пресі.
Має близько двох тисяч публікацій у пресі та понад сорок авторських книжок. Нині не полишає журналістику — фрилансер, щомісяця дописує на сайт «Радіо Свобода».
З 2000-их років почав писати художні твори. «До літератури прийшов еволюційно, внаслідок внутрішнього розвитку» — пояснює автор зміну в своєму житті. Після виходу кількох збірок поезії спробував себе у прозі. За словами Олександра Гавроша, поети — це люди «без шкіри», які сприймають усе гостро, драматично. Він «прожив цей емоційний стан і перейшов до прози».
Автору цікаво експериментувати у творчості, тому часто змінює жанри — від еротичної поезії до пригодницьких книжок, казок, детективних романів, драматичних п'єс тощо.
«Журналістика зробила мене дуже відповідальним, якщо я про щось пишу, значить, знайшов такий факт у джерелах. Тому мої твори дуже стислі, як здавлена пружина, без зайвих словесних потоків, їх швидко читаєш. Вони не перенасичені описами. Головне для мене — розказати цікаву історію».
Олександр Гаврош активно впроваджує в українську літературу закарпатські теми й популяризує народних героїв — силача Івана Фірцака, легендарного розбійника Пинтю. Так, Олександр Духнович, Адальберт Ерделі «повернулися» в документальних книжках, п'єсах. Водночас Гаврош є активним критиком «неорусинського» руху і критикує його діячів (передусім П. Магочі, В. Падяка) за сепаратистські тенденції.
Довгий час Олександр Гаврош був на творчих хлібах. У 2006–2007 рр. — завідувач літературно-драматичною частиною Закарпатського обласного українського музично-драматичного театру. У 2015—2023 роках знову обіймав цю посаду.
Лектор Другої літньої літературної школи (2011 р., Колочава)
Друкується в закарпатських та всеукраїнських ЗМІ. Фрилансер.
Член Асоціації українських письменників та Національної спілки письменників України.
Окремі твори перекладено німецькою, румунською, білоруською, словацькою, сербською, польською мовами.
Засновник і співголова журналістських клубів «НеТаємна вечеря» та «Театрал Закарпаття».
Захоплення — література, історія, культура, театр, кіножурналістика

## Відзнаки

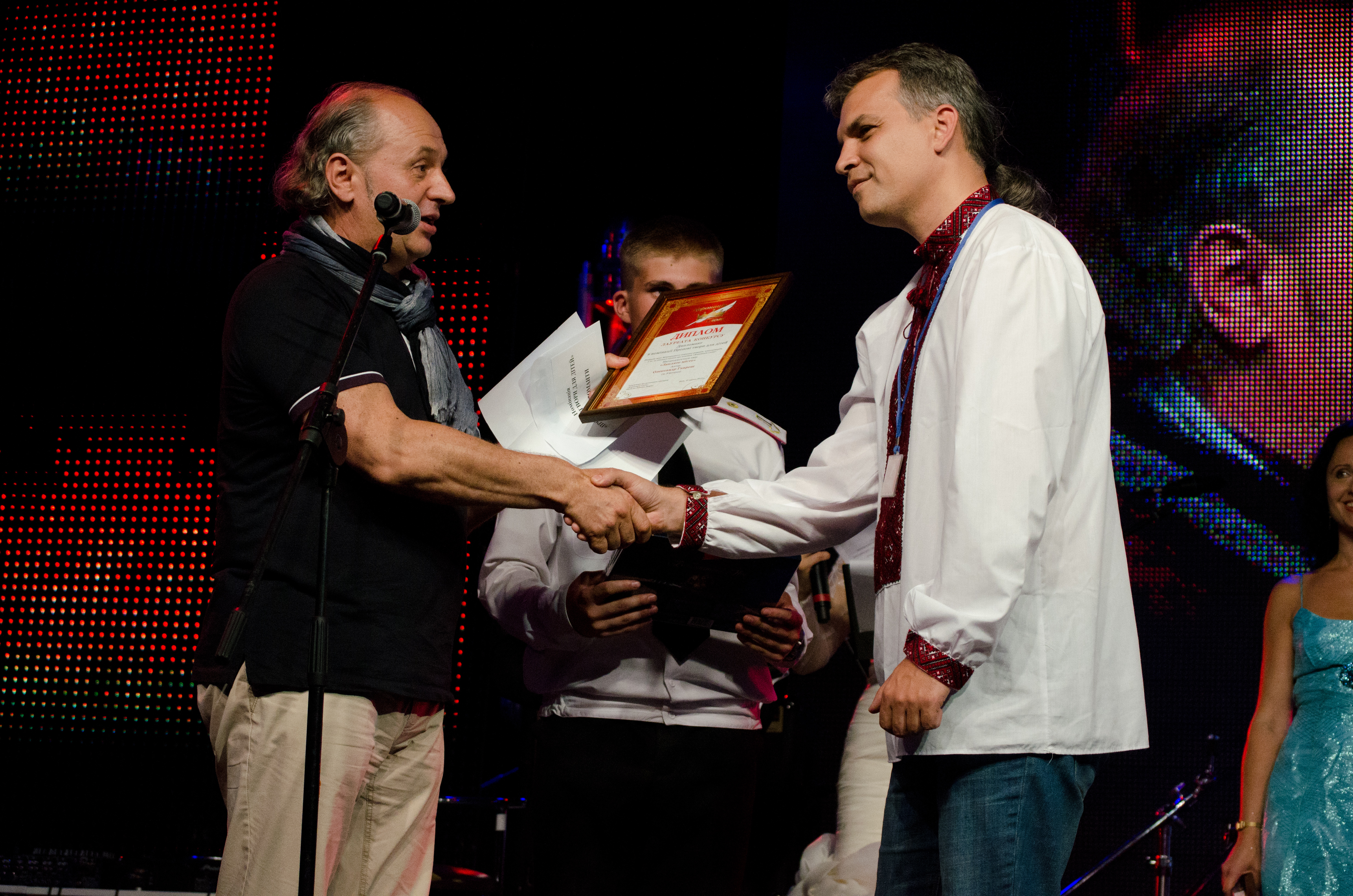
Олександр Гаврош отримує диплом з рук Івана Малковича на «Коронації слова 2013»

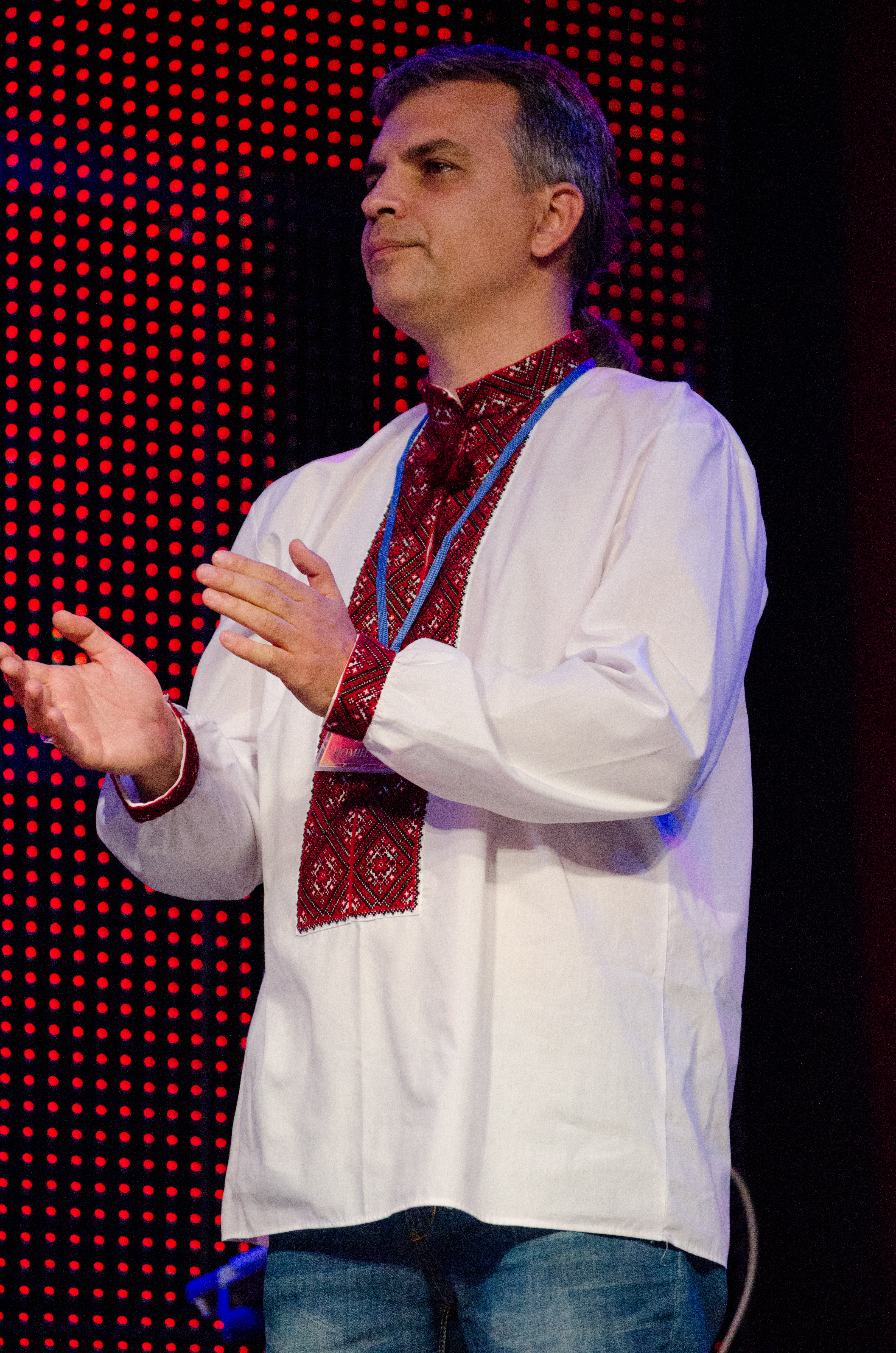
Олександр Гаврош на «Коронації слова 2013»

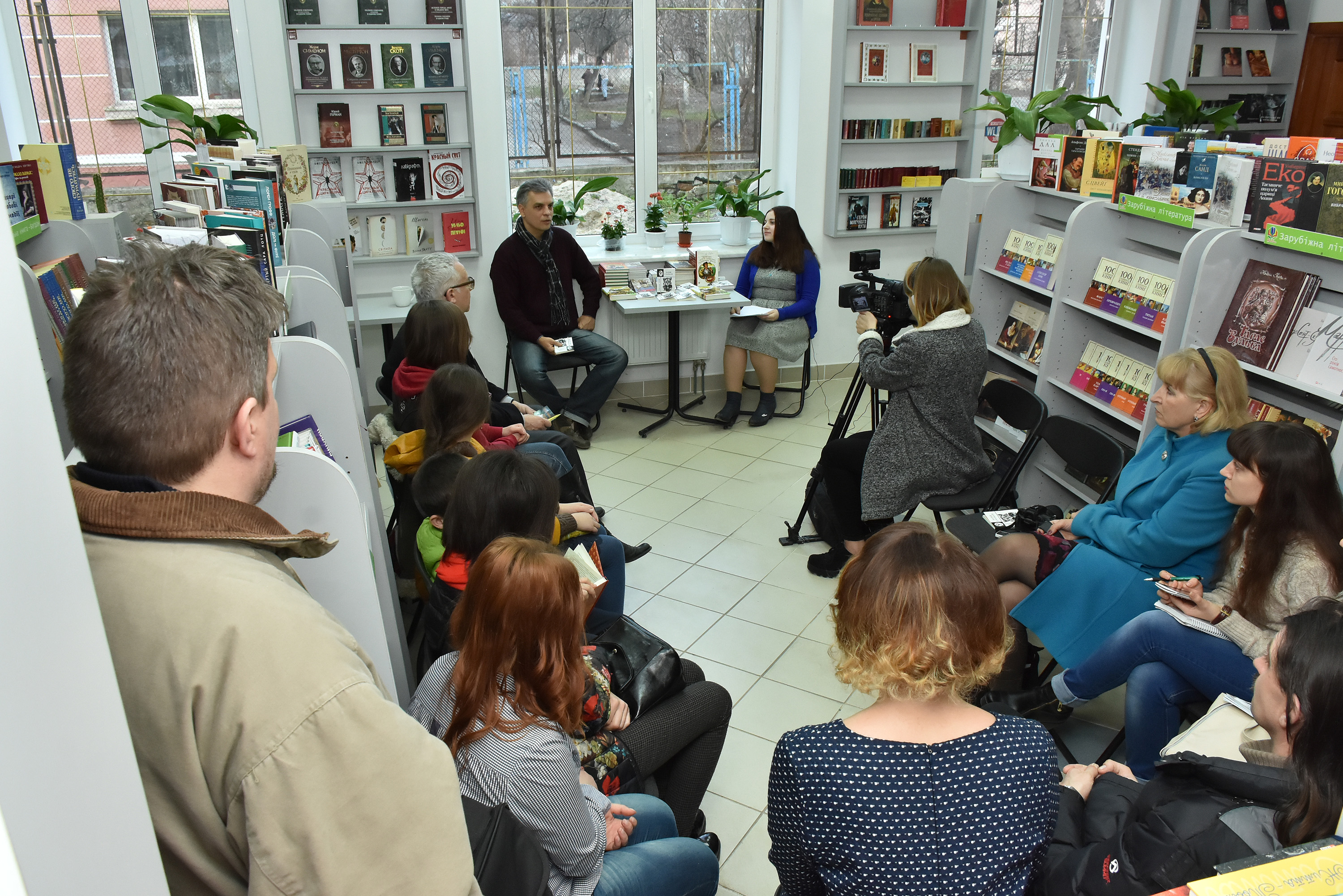
Олександр Гаврош презентує «Казки і казкарі» в «Домі книги» (Тернопіль)

- Переможець «Коронації слова» 2007 року (II місце) за п'єсу «Ромео і Жасмин»
- Дипломант «Коронації слова» 2008 року за п'єсу «В Парижі красне літо…».
- Лауреат 10-го Всеукраїнського рейтингу «Книжка року 2008» в номінації «Дитяче свято — Твори для середніх і старших школярів» за повість «Неймовірні пригоди тричі славного розбійника Пинті»
- Лауреат журналістської премії імені Йосипа Терелі за 2009 рік[6]
- Дипломант конкурсу «Золотий лелека» за 2009 рік за вишукану інтерпретацію закарпатських легенд у «Сказаннях Срібної Русі»[7]
- Дипломант конкурсу «Коронація слова» 2010 року у номінації «Романи» за твір «Галуна-Лалуна» — нагороджений спеціальною відзнакою «Вибір видавців»
- Переможець «Коронації слова» 2011 року (I місце у номінації «П'єси для дітей») за п'єсу «Цирк Івана Сили»
- Переможець міжнародного конкурсу кіносценаріїв до 200-річчя Тараса Шевченка (ІІ місце) (березень, 2012   р.)[8]
- П'єса «Ромео і Жасмин» представляла Україну на Міжнародному театральному фестивалі «Нові п'єси з Європи» у Вісбадені (Німеччина) (червень, 2012 р.)[9]
- Дипломант «Коронації слова» 2012 року за роман «Капітан Алоїз».
- Фіналіст всеукраїнського конкурсу репортажистики «Самовидець» (короткий список) (лютий, 2013 рік)
- Дипломант «Коронації слова» 2013 року у номінації «Дитяча проза» за роман «Розбійник Пинтя у Заклятому місті» («Закляте місто»).
- Лауреат «КорнійЧуковської премії» 2013 року за дитячу п'єсу «Коли звізда ясна…» (Різдвяна містерія).
- Лауреат Закарпатської обласної премії в галузі літератури імені Федора Потушняка в жанрі «дитяча література» 2013 року за книжку «Дідо-Всевідо»
- Переможець Національного конкурсу «Найкраща книга України» 2013 року у номінація «проза» за книжку «Дідо-Всевідо»[10]
- Переможець «КорнійЧуковської премії» 2014 року (II місце у номінації «проза для дітей старшого віку») за «Сказання Срібної Русі»
- Лауреат Закарпатської обласної премії в галузі літератури імені Федора Потушняка в жанрі «драматургія» 2015 року за п'єсу «Князь Корятович»
- Лауреат премії імені Михайла Лучкая Мукачівської греко-католицької єпархії за книжки «У пошуках Івана Сили» та «Неймовірні пригоди Івана Сили» (2016)
- «Легенди Срібної Русі» у 2016 році отримали відзнаки конкурсів «Книга-ФЕСТ» та «Книга на Миколая» у номінації «Найкраще видання для дітей».
- Книга «Пригоди тричі славного розбійника Пинті» («Навчальна книга — Богдан») у 2017 році стала «Кращою книгою закарпатського автора, видана за межами області» на конкурсі «Книга-ФЕСТ».
- Книжка «Останній опришок Микола Шугай» («Навчальна книга — Богдан») у 2018 році стала «Кращою книгою закарпатського автора, видана за межами області» на конкурсі «Книга-ФЕСТ».
- Лауреат Закарпатської обласної премії в галузі літератури імені Федора Потушняка в жанрі «дитяча література» 2018 року за книжку «Закохані казки»
- Лауреат премії імені Михайла Лучкая Мукачівської греко-католицької єпархії за дитячу повість «Різдвяна історія ослика Хвостика» (2020)
- Лауреат Закарпатської обласної премії в галузі літератури імені Федора Потушняка в жанрі «драматургія» 2020 року за п'єсу «Останнє танго в Хусті»
- Лауреат Міжнародного конкурсу «Гранд Коронація» (3 місце) у номінації «П'єси для дітей» за п'єсу "Біла панна (2021)
- Лауреат Закарпатської обласної премії в галузі літератури імені Федора Потушняка в жанрі «твори для дітей» 2022 року за повість «Замок любові»
- Лауреат літературно-мистецької премії імені Пантелеймона Куліша за збірку публіцистики «Закарпаття під прицілом» (2024)
- Дитяча повість «Врятувати Тараса Шевченка» представляла Україну в Почесному списку Міжнародної ради з літератури для дітей та юнацтва (IBBY) у 2024 році

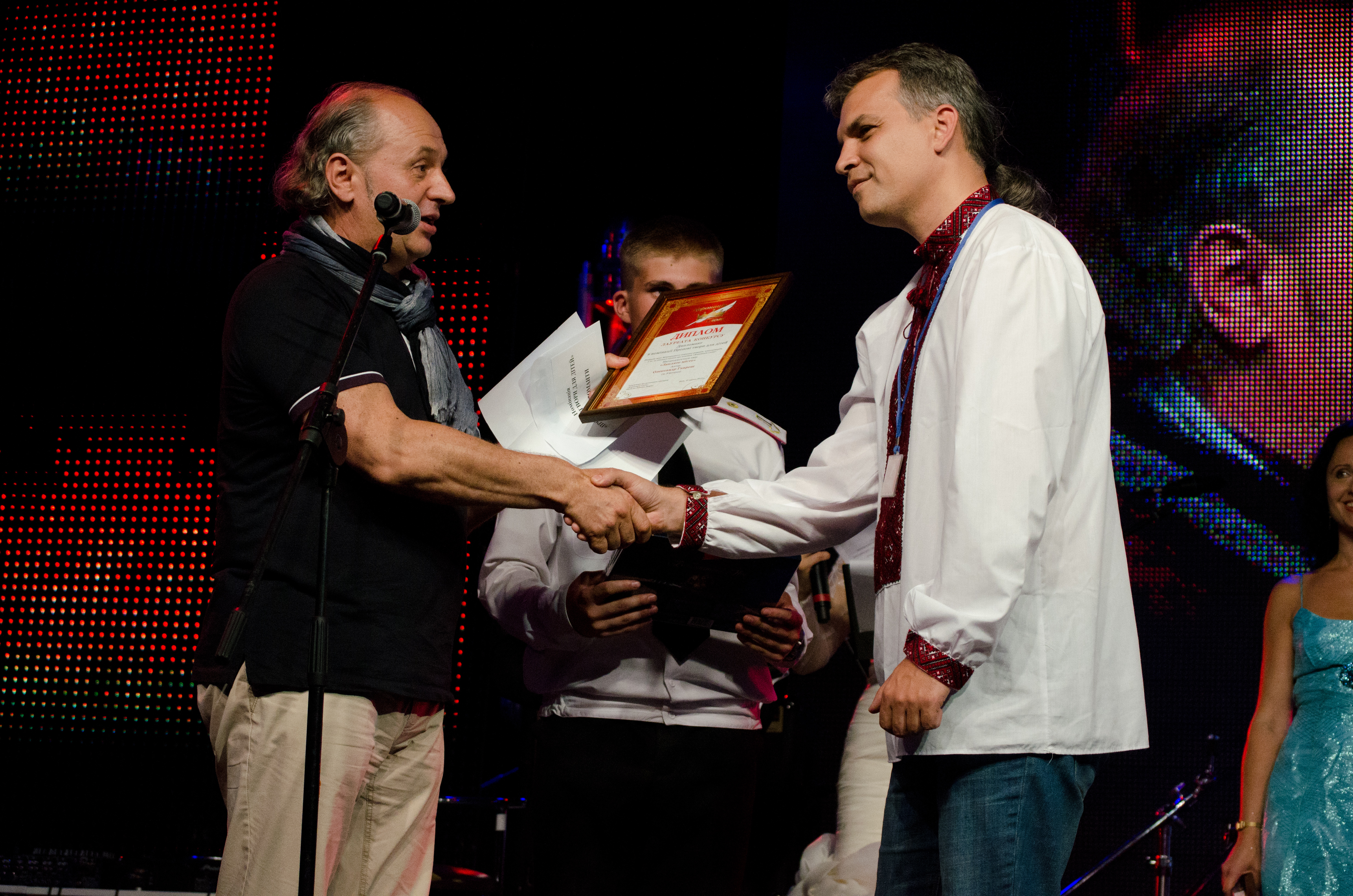
Олександр Гаврош отримує диплом з рук Івана Малковича на «Коронації слова 2013»

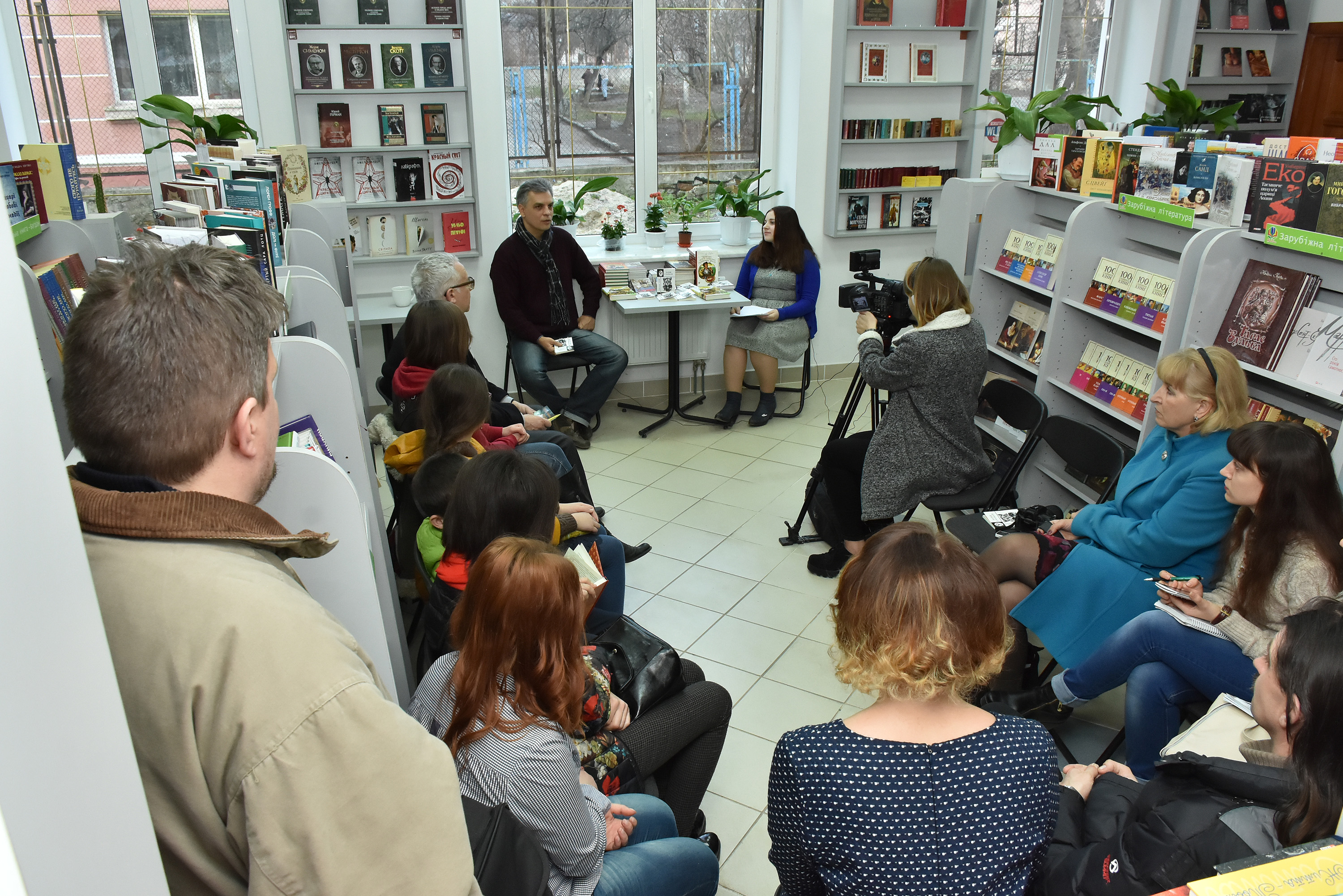
Олександр Гаврош презентує «Казки і казкарі» в «Домі книги» (Тернопіль)

## Твори

### Поетичні збірки
- «Фалічні знаки» («Дніпро», 2004),
- «Тіло лучниці» («Піраміда», 2006);
- «Коньяк з дощем» («Факт», 2009)

### Публіцистичні книжки
- «Моя р-р-революція» («Карпатська вежа», 2005),
- «Закарпатське століття: ХХ інтерв'ю», («Мистецька лінія», 2006);
- «Точка перетину», («Грані-Т», 2009)
- "Владика Мілан: «Свобода — це можливість обирати добро», («Карпатська вежа», 2009)
- «Блукаючий народ», («Нора-Друк», 2012)
- «Бесіди з владикою Міланом», («Ліра», 2012)
- «Загадковий Духнович», («Ліра», 2013)
- «У пошуках Івана Сили», («Навчальна книга — Богдан», 2014)
- «Таємниця Ерделі», («Видавництво Олександри Гаркуші», 2016)
- «Казки і казкарі», («Навчальна книга — Богдан», 2017)
- «Дубрівка колись і тепер» («Видавництво Олександри Гаркуші», 2017)
- " Останній опришок Микола Шугай " («Навчальна книга - Богдан» , 2018)
- «Закарпаття під прицілом: велика політика довкола маленького краю» («Растр-7», 2018)
- «Таємниця Ерделі» (друге, доповнене видання, «Навчальна книга — Богдан», 2018)
- «Нескорена Карпатська Україна» («Навчальна книга — Богдан», 2019)
- «Загадковий Духнович» (друге, доповнене видання «Навчальна книга — Богдан», 2021)

### Дитячі книжки
- «Неймовірні пригоди Івана Сили, найдужчої людини світу» («Видавництво Старого Лева», 2007)
- «Пригоди тричі славного розбійника Пинті» («Видавництво Старого Лева», 2008)
- «Галуна-Лалуна або Іван Сила на острові Щастя» («Видавництво Старого Лева», 2010)
- «Олександр Гаврош про Григора Пинтю, Олександра Духновича, Івана Силу, Адальберта Ерделі, Августина Волошина» («Грані-Т», 2011 Серія «Життя видатних дітей»)
- «Поган-дівча: легенда Невицького замку», «Таємниця Замкової гори: легенда Мукачівського замку», «Три сестриці: легенда Середняньського замку», «Біла панна: легенда Ужгородського замку» (усі — «Видавництво Олександр Гаркуші», 2012)
- «Дідо-Всевідо» («Видавництво Старого Лева», 2013)
- «Розбійник Пинтя у Заклятому місті» («А-ба-ба-га-ла-ма-га», 2013, 2016)
- "Чорне вино любові (легенда Чинадіївського замку) ("Поліграфцентр «Ліра», 2013)
- «Неймовірні пригоди Івана Сили, найдужчої людини світу» (друга редакція, доповнена) («А-ба-ба-га-ла-ма-га», 2014, 2015, 2016, 2017, 2018, 2019, 2020, 2021)
- «Різдвяний песик» (видавництво «Навчальна книга-Богдан», 2015)
- «Легенди Срібної Русі» («Видавництво Олександри Гаркуші», 2015)
- «Пригоди тричі славного розбійника Пинті» (друга редакція, доповнена) (видавництво «Навчальна книга-Богдан», 2016)
- «Іван Сила на острові Щастя» (друга редакція) (видавництво «Навчальна книга — Богдан», 2017)
- «Закохані казки» («Видавництво Олександри Гаркуші», 2017)
- «Музей пригод» («Фоліо», 2018)
- «Різдвяна історія ослика Хвостика» («Фонтан казок», 2019)
- «Врятувати Тараса Шевченка» («Фоліо», 2020)
- «Героїчні канікули» («Фоліо», 2020)
- «Казки для Елізи» (в-во «Навчальна книга — Богдан», 2020)
- «Геніальне кохання» («Фоліо», 2021)
- «Різдвяна історія ослика Хвостика» («А-ба-ба-га-ла-ма-га», 2022)
- «Замок любові» («Фоліо», 2023)
- «Неймовірні пригоди Івана Сили, найдужчої людини світу» (третя редакція, доповнена) («А-ба-ба-га-ла-ма-га», 2023, 2024)
- «Фортель і Мімі: майже казкова історія» (в-во «Навчальна книга — Богдан», 2024)

### Проза
- Роман «Капітан Алоїз» (в-во «Навчальна книга-Богдан», серія «Український детектив», 2013)
- Роман «Донос» (ВЦ «Академія», серія «Автографи часу», 2019)
- Роман «Капітан Алоїз» (доопрацьована і значно розширена редакція) («Фоліо», серія «Ретророман», 2022)
- Повість «Дика Галя» ((в-во «Навчальна книга-Богдан», серія «Лінія любові», 2024)

### Драматургія
- «Сім п'єс про любов до Батьківщини» («Видавництво Олександри Гаркуші», 2016)

### Переклади
- Саманта Рац-Стоїлькович «Десь близько» (поезії), переклад із бачвансько-руснацької мови («Тиса», 2013)

### Упорядкування
Упорядник гумористичних альманахів «Карпатський словоблуд» («Карпатська вежа», 2004) та «Карпатський блудослов» («Карпатська вежа», 2006).
Упорядник видань: «Украдена перемога: хроніка найбрутальніших виборів» («Карпатська вежа», 2004), «Мукачівська епопея» («Карпатська вежа», 2004), «Закарпаття: 15 справ УСБУ» («ЮнівестПреПресс», 2007), «Михайло Заяць — наша людина в кіно» («Карпатська вежа», 2008), «Закарпатська Шевченкіана» («Ліра», 2013), «Простір її життя: Людмила Григаш» («Видавництво В.Падяка», 2015), «Театральна бесіда» (№ 37) (2016), «Закарпатська Франкіана» («РІК-У», 2016), «Іван Чендей у колі сучасників» («РІК-У», 2017, 2020), «Олекса Мишанич у колі сучасників» («РІК-У», 2018), «Гомін Красного поля» (видавництво «Тімпані», 2019), «Юрій Гойда: постскриптум», («Ліра», 2020), Семен Панько «Вибрані твори: Коли засвічувалися віщі вогні» («Карпати», 2020), Василь Королів-Старий «Згадки про мою смерть» (Навчальна книга — Богдан, 2021), Юрій Керекеш «Вибрані твори: Парубкова дочка» («Карпати», 2021), «Казки Закарпаття. Легка мова (Мудра дівчина/ Як Бог роки роздавав/ Дощ, Мороз і Вітер/ Три наречені/ Чарівна торбинка)» (Видавництво Олександри Гаркуші, 2021), «Закарпатська Лесіана» («РІК-У», 2022), «Петро Скунць у колі сучасників» («РІК-У», 2023), «Наша перша світова (1914—1918): антологія української художньої прози» (видавництво «Фоліо», 2024).
Також твори О.Гавроша друкувалися в часописах «Сучасність», «Київська Русь», «Ї», «Дніпро», «Дукля», антології «Біла книга кохання», в альманах та збірниках — «Джинсове покоління», «Корзо», «Лінії пристрасті», «Березневі коти», «Потяг надій та інші залізничні сполучення» (2011), «Шоколадні вірші про кохання», «Горілка для воротаря» (нім.), «Мама по скайпу» (укр. і нім.), «Квіткова антологія», «Ода до радості», «Сім крутих перевалів» (2017), "Драмовичок (антологія сучасної української драми для дітей, 2017), «Літературне Закарпаття 2017» (видавництво «Тімпані» 2018), «Фонтан казок» (видавництво «Фонтан казок», 2019), «Літературне Закарпаття 2018» (видавництво «Тімпані» 2019), «Литаври: альманах» (2019), «Сучасна література рідного краю: посібник серії „Шкільна бібліотека“ для 5-7 класів», видавництво «Соняшник» (Харків), 2020), «Літературне Закарпаття 2020—2021» (видавництво Олександри Гаркуші, 2021).

### Екранізації
За повістю «Неймовірні пригоди Івана Сили, найдужчої людини світу» знято повнометражний художній фільм «Іван Сила» (режисер Віктор Андрієнко) (2013).
За мотивами книжки «У пошуках Івана Сили» знято однойменний документальний фільм (режисер Максим Мельник, телеканал «Тиса-1») (2016).
Автор сценарію документального фільму «Останній солдат» (режисер В'ячеслав Бігун, «ДажБогфільм») (2017).
Автор сценарію короткометражного художнього фільму для дітей «Три сестри» (режисер Петер Хіміч, Радіо і телебачення Словаччини, 2018).

### Постановки
- П'єса «Ромео і Жасмин» поставлена в Київському народному студентському театрі «Вавилон» (березень, 2010 р.),
- П'єса «Ромео і Жасмин» — в Дніпропетровському академічному українському музично-драматичному театрі імені Тараса Шевченка (режисер Анатолій Канцедайло) (травень, 2010 р.)[11]
- Дитячий мюзикл «Цирк Івана Сили» — у Закарпатському академічному обласному театрі ляльок «Бавка» (режисер Наталя Орєшнікова) (жовтень, 2011 р.)[12]
- П'єса «Розбійник Пинтя у Заклятому місті» — у Закарпатському академічному обласному театрі ляльок «Бавка» під назвою «Тричі славний розбійник Пинтя» (режисер Олег Жюгжда, Білорусь) (листопад, 2012 р.) http://bavka.com/all/71-trichi-slavniy-rozbiynik-pintya.html Ця вистава на всеукраїнському огляді-конкурсі театрів ляльок УНІМА визнана найкращою для дітей середнього шкільного віку у сезоні 2012—2013 років.
- П'єса «Майне лібе Віра» — в Закарпатському академічному обласному українському музично-драматичному театрі імені братів Шерегіїв (режисер Сергій Архипчук) (27 березня 2013 року).
- П'єса «Щоденник рядового Т.» — Київському національному університеті театру, кіно і телебачення ім. Карпенка-Карого (режисер — Євген Нищук) (березень, 2014 року).
- Художньо-публіцистична вистава  «Сторінки щоденника поета» (режисер — Микола Карпенко) до 200-річчя  від дня народження Т. Г. Шевченка поставлена у березні 2014 року в Закарпатському академічному обласному театрі ляльок «Бавка» за мотивами п'єс Олександра Гавроша.
- П'єса «В Парижі гарне літо…» — в Закарпатському обласному українському музично-драматичному театрі імені братів Шерегіїв (режисер Анатолій Філіппов) (листопад 2015 р.)
- П'єса «Вуйцьо з крилами» — в Закарпатському академічному обласному українському музично-драматичному театрі імені братів Шерегіїв (режисер Олександр Саркісьянц) (25 березня 2018 року.)
- П'єса «Князь Корятович» — в Мукачівському драматичному театрі (режисер Євген Тищук) (27 травня 2018 року.)
- П'єса «Останнє танго в Хусті» — в Закарпатському обласному театрі драми і комедії (м. Хуст) (режисер В'ячеслав Давидюк) (14 березня 2019 року)
- П'єса «Вуйцьо з крилами» — в Тернопільському академічному обласному драматичному театрі імені Т.Шевченка (режисер Олег Мосійчук) (27 березня 2019 року)
- П'єса «Ромео і Жасмин» — в Запорізькому дитячому театрі «СВіЯ» (вересень 2019 року; перше місце у номінації «вистави» на Всеукраїнському театральному фестивалі «Співограй» у Харкові, жовтень 2019 року)
- П'єса «Коли звізда ясна…» — в Закарпатському академічному обласному українському музично-драматичному театрі імені братів Шерегіїв (режисер В'ячеслав Давидюк)(19 грудня 2019 року.)
- П'єса «Легенда про Пинтю» — в Закарпатському обласному театрі драми і комедії (м. Хуст) (режисер В'ячеслав Давидюк) (9 лютого 2020 року)
- П'єса «Вуйцьо з крилами» (під назвою «Невідомий з крилами») — у Львівському академічному обласному музично-драматичному театрі імені Юрія Дрогобича (режисер Олександр Король) (13 вересня 2020 року)
- П'єса «Чіріклі» — у Закарпатському академічному обласному українському музично-драматичному театрі імені братів Шерегіїв (режисер Анатолій Канцедайло) (25 листопада 2021 року)
- П'єса «Маріупольська драма» — у Донецькому академічному обласному драматичному театрі (м. Маріуполь) (режисер Євген Тищук) (16 вересня 2022 року)
- П'єса «Останнє туреня» — у Закарпатському академічному обласному театрі ляльок «Бавка» (режисер Олександр Куцик) (27 серпня 2023 р.)
- П'єса «Блаженний Августин» — у виставі під назвою «Остання ніч у Хусті» в Закарпатському обласному театрі драми і комедії (м. Хуст) (режисер Володимир Завальнюк) (16 березня 2024 року)